# II-64
Die II-64 (bulgarisch Републикански път ІІ-64 Republikanski pat II-64, also Republikstraße II-64) ist eine Hauptstraße (zweiter Ordnung) in Zentralbulgarien.

## Verlauf
Die Fernstraße II-64 beginnt in Karlowo (bulgarisch Карлово) an einem Kreisverkehr mit der I-6, welche Sofia mit Burgas verbindet. Die II-64 verläuft in südlicher Richtung zur Großstadt Plowdiw (bulgarisch Пловдив). Die Straße durchquert zuerst die Ebene von Karlowo. Erste Stadt auf der Strecke ist Banja, dort zweigt die Republikstraße III-641 ab, welche eine weitere Verbindung zur I-6 stellt.
Nach Banja bei Kilometer 14 zweigt eine Fernstraße nach Chissarja ab. Danach führt die II-64 durch die Oberthrakische Tiefebene, im weiteren Verlauf wird Graf Ignatiewo erreicht, dort bei Kilometer 41 befindet sich die Ausfahrt zum Luftwaffenstützpunkt Graf Ignatiewo. In der Nähe vom Dorf Trud kreuzt die II-64 die Autobahn Trakija bei Autobahnkilometer 127.
In Plowdiw führt sie durch die nördlichen Stadtteile und endet an einer Kreuzung mit der Republikstraße I-8.